# 王廷揚
王廷揚（1866年—1937年）字孚川，浙江金华蒲塘人。清末民初政治人物、教育家。

## 生平
清朝光绪二十年（1894年），王廷揚中举人。光绪二十四年（1898年）中进士。此后历任工部屯田司主事、江苏、广东知县加同知衔。曾襄办龙州边防。后又历任留日学生监督、浙江两级师范学堂监督、浙江省视学等职。
王廷揚早年曾入绍兴大通学堂，后来参加了中国同盟会，和孙中山频繁通信。清廷向英国借款，出让苏杭甬铁路权，浙江各界乃于光绪三十三年八月十六日在杭州召开了特别抵制会，王廷揚被推为副会长，负责主持会务。后来，浙江各界的抵制取得成功。
宣统元年（1909年）当选为浙江谘议局议员、资政院议员。
中华民国成立后，任浙江都督府顾问，义乌县民政长。后来，王廷揚当选为第一届国会众议院议员、浙江省议会议员。民国3年（1914年）起，历任江西省高等审判厅书记官长、井冈山统税局长、浙江省临时参议会议员、第二届浙江省议会议员、临时参议院议员、内务部秘书、浙江省军务善后督办公署咨议、浙江省长公署顾问、浙江自治筹备处评议员、中国国民党浙江省党部监察委员。
1937年（民国26年），王廷揚在杭州病逝。

## 著作
- 湖山草堂集
- 山鸟山花馆文稿
- 诗选[2]